# Сан-Антонио-да-Падова-ин-Виа-Тусколана (титулярная церковь)
Титулярная церковь Сан-Антонио-да-Падова-ин-Виа-Тусколана (лат. Titulus Sancti Antonii Patavini in via Tusculana) — титулярная церковь была создана Папой Павлом VI 5 марта 1973 года апостольской конституцией Purpuratis Patribus. Титул принадлежит церкви Сан-Антонио-да-Падова-ин-Виа-Тусколана, расположенной в квартале Рима Тусколано, на пьяцца Асти. Церковью, которой принадлежит этот титул, руководят отцы-рогационисты Сердца Иисуса.

## Список кардиналов-священников титулярной церкви Сан-Антонио-да-Падова-ин-Виа-Тусколана
- Паулу Эваристу Арнс, O.F.M., (5 марта 1973 — 14 декабря 2016, до смерти);
- Жан Зербо (28 июня 2017 — по настоящее время).